# پیتر پن
پیتر پن (به انگلیسی: Peter Pan) یک شخصیت تخیلی است که توسط رمان‌نویس و نمایشنامه‌نویس اسکاتلندی جی.ام. بری خلق شده‌است. یک پسر جوان سرزنده و شیطان که می‌تواند پرواز کند و هرگز بزرگ نمی‌شود. پیتر پن دوران کودکی بی‌پایان خود را با ماجراجویی در جزیره افسانه‌ای ناکجاآباد (به انگلیسی: Neverland) به‌عنوان رهبر پسران گمشده سپری می‌کند و با پری، دزدان دریایی، پری‌های دریایی، و بومیان آمریکایی در تعامل است.
پیتر پن نمادی فرهنگی از معصومیت کودکی و فرار از واقعیت به‌شمار می‌رود. این شخصیت نخستین بار در رمان پرنده سفید کوچک (۱۹۰۲) معرفی شد و سپس در نمایشنامه پیتر پن یا پسری که نمی‌خواست بزرگ شود (۱۹۰۴) به‌طور کامل شکل گرفت و در سال ۱۹۱۱ به صورت رمان پیتر و وندی منتشر شد.

## ظاهر فیزیکی
بری ظاهر پیتر را با جزئیات توصیف نمی‌کند، اما در نمایشنامه آمده‌است که لباسش از برگ‌های پاییزی و تار عنکبوت ساخته شده‌است. او معمولاً خنجری برای بریدن و شمشیری برای مبارزه همراه دارد. در کتاب پیتر و وندی، او «پسری دوست‌داشتنی، پوشیده از برگ‌های درختان و شیره‌های جاری از تنه‌ها» توصیف شده‌است.

## شخصیت
پیتر نمونه اغراق‌آمیز از پسری خودخواه و بی‌فکر است که همیشه خود را تحسین می‌کند. او شجاع، بازیگوش و بی‌پرواست، اما فراموش‌کار و بی‌توجه به احساسات دیگران نیز هست. جمله معروف او: «مردن ماجرایی بزرگ خواهد بود!» نمادی از نگرش بی‌باکانه او در برابر خطر است.

## توانایی‌ها
توانایی پرواز از مهم‌ترین ویژگی‌های پیتر پن است. در برخی روایت‌ها او پرنده است، و در برخی دیگر با کمک «افکار شاد» و «گرد پریان» پرواز می‌کند. او شمشیرزنی ماهر است و حواس بسیار تیزی دارد. همچنین در تقلید صدا و خلق چیزهایی با نیروی خیال توانمند است.

## داستان پیتر پن
در داستان پیتر و وندی، پیتر به خانه خانواده دارلینگ می‌آید و وندی، جان و مایکل را با خود به سرزمین هرگز می‌برد. آن‌ها در آن‌جا با پسران گمشده، تینکربل (پری دوست‌داشتنی و حسود پیتر)، کاپیتان هوک (دشمن اصلی پیتر) و موجودات افسانه‌ای دیگر روبه‌رو می‌شوند. کاپیتان هوک در گذشته دستش را در مبارزه‌ای با پیتر از دست داده و توسط تمساح بلعیده شده‌است، تمساحی که از طعم دست هوک خوشش آمده و حالا به دنبال اوست.
در طول داستان، پیتر با تینکر بل، وندی، شاهزاده بومی‌تباری به‌نام تایگر لی‌لی و دیگر شخصیت‌ها تعامل دارد. وندی به پیتر علاقه‌مند می‌شود اما پیتر، که هرگز بزرگ نمی‌شود، توانایی درک عشق را ندارد. با این حال، وندی نقش "مادر" را برای پیتر و پسران گمشده ایفا می‌کند. در پایان، وندی و برادرانش به خانه بازمی‌گردند، اما پیتر همچنان در سرزمین هرگز می‌ماند.

## دوستان و دشمنان
- تینکر بل: پری حسود و فداکار که جان پیتر را با نوشیدن زهر نجات می‌دهد.
- کاپیتان هوک: دزد دریایی شرور و دشمن قسم‌خورده پیتر پن.
- پسران گمشده: کودکانی که از کالسکه افتاده‌اند و در سرزمین هرگز به سر می‌برند.
- وندی دارلینگ: دختری مهربان که به پیتر علاقه‌مند می‌شود و نقش مادر برای او و پسران گمشده دارد.

## اقتباسها
پیتر پن الهام‌بخش صدها اثر سینمایی، تلویزیونی، ادبی، بازی ویدئویی و موسیقی بوده‌است. از جمله:
- فیلم پیتر پن (1953) و بازگشت به سرزمین هرگز توسط دیزنی
- فیلم هوک (1991) با بازی رابین ویلیامز
- اقتباس زنده سال ۲۰۰۳ با بازی جرمی سامپتر
- فیلم تاریک کابوس سرزمین هرگز (2025) با پیتر پنی شیطانی
- پیتر پن و وندی
- پیتر پن (فرنچایز)
- پیتر پن (فیلم ۱۹۲۴)
- پیتر پن (فیلم ۱۹۸۸)

## مجسمه‌ها و یادبودها
مجسمه معروف پیتر پن اثر جورج فرامپتون، در باغ کنزینگتون لندن نصب شده‌است. نسخه‌هایی از این مجسمه در شهرهای دیگر مانند بروکسل، نیوفاندلند، نیوجرسی، پرث، لیورپول و تورنتو نیز نصب شده‌اند.

## نگارخانه
- مجسمه در Kirriemuir، اسکاتلند
- مجسمه در پرث، استرالیا
- مجسمه در بروکسل، بلژیک
- مجسمه در سنت جونز، کانادا
- مجسمه در دنیدن، نیوزلند